# Helogenes castaneus
Helogenes castaneus es una especie de peces de la familia Cetopsidae en el orden de los Siluriformes.

## Morfología
• Los machos pueden llegar alcanzar los 4,7 cm de longitud total.

## Hábitat
Es un pez de agua dulce y de clima tropical.

## Distribución geográfica
Se encuentran en Sudamérica:  cuencas de los ríos  Guaviare y  Meta (cuenca del río Orinoco al este de Colombia ).